# Eleições legislativas portuguesas de 2011 no distrito de Évora
| Eleições legislativas portuguesas de 2011 Distritos: Aveiro \| Beja \| Braga \| Bragança \| Castelo Branco \| Coimbra \| Évora \| Faro \| Guarda \| Leiria \| Lisboa \| Portalegre \| Porto \| Santarém \| Setúbal \| Viana do Castelo \| Vila Real \| Viseu \| Açores \| Madeira \| Estrangeiro |

## Resultados por Concelho
Os resultados nos concelhos do Distrito de Évora foram os seguintes:

### Alandroal
| Partido                 | Partido                        | Votos | %               | +/-  |
| ----------------------- | ------------------------------ | ----- | --------------- | ---- |
|                         | Partido Socialista             | 1 187 | 36,27 / 100,00  | 2,17 |
|                         | Coligação Democrática Unitária | 877   | 26,79 / 100,00  | 2,83 |
|                         | Partido Social Democrata       | 655   | 20,01 / 100,00  | 6,91 |
|                         | CDS – Partido Popular          | 185   | 5,65 / 100,00   | 2,08 |
|                         | Bloco de Esquerda              | 144   | 4,40 / 100,00   | 5,27 |
|                         | PCTP/MRPP                      | 88    | 2,69 / 100,00   | 0,30 |
|                         | Outros                         | 61    | 1,84 / 100,00   |      |
| Votos Inválidos         | Votos Inválidos                | 76    | 2,33 / 100,00   | 0,97 |
| Total                   | Total                          | 3 273 | 100,00 / 100,00 |      |
| Eleitorado/Participação | Eleitorado/Participação        | 5 365 | 61,01 / 100,00  | 5,46 |

| Freguesia                              | %     | %     | %     | %    | %    | %    | Votantes |
| Freguesia                              | PS    | CDU   | PSD   | CDS  | BE   | PCTP | Votantes |
| -------------------------------------- | ----- | ----- | ----- | ---- | ---- | ---- | -------- |
| Alandroal (Nossa Senhora da Conceição) | 32,24 | 17,76 | 27,06 | 9,30 | 6,66 | 1,69 | 946      |
| Capelins (Santo António)               | 42,19 | 24,69 | 16,56 | 2,50 | 3,44 | 4,38 | 320      |
| Juromenha                              | 19,35 | 4,84  | 58,06 | 6,45 | 4,84 | 1,61 | 62       |
| Santiago Maior                         | 37,96 | 35,78 | 14,25 | 4,13 | 2,25 | 2,78 | 1 333    |
| São Brás dos Matos (Mina do Bugalho)   | 38,19 | 24,12 | 20,10 | 3,02 | 5,53 | 3,52 | 199      |
| Terena                                 | 37,05 | 24,70 | 19,37 | 5,81 | 6,30 | 3,15 | 413      |
| Alandroal                              | 36,27 | 26,79 | 20,01 | 5,65 | 4,40 | 2,69 | 3 273    |

### Arraiolos
| Partido                 | Partido                        | Votos | %               | +/-  |
| ----------------------- | ------------------------------ | ----- | --------------- | ---- |
|                         | Coligação Democrática Unitária | 1 458 | 35,98 / 100,00  | 0,29 |
|                         | Partido Socialista             | 1 007 | 24,85 / 100,00  | 4,28 |
|                         | Partido Social Democrata       | 837   | 20,66 / 100,00  | 7,21 |
|                         | CDS – Partido Popular          | 253   | 6,24 / 100,00   | 1,24 |
|                         | Bloco de Esquerda              | 169   | 4,17 / 100,00   | 5,96 |
|                         | PCTP/MRPP                      | 108   | 2,67 / 100,00   | 0,39 |
|                         | Outros                         | 84    | 2,08 / 100,00   |      |
| Votos Inválidos         | Votos Inválidos                | 136   | 3,36 / 100,00   | 0,87 |
| Total                   | Total                          | 4 052 | 100,00 / 100,00 |      |
| Eleitorado/Participação | Eleitorado/Participação        | 6 362 | 63,69 / 100,00  | 2,44 |

| Freguesia               | %     | %     | %     | %    | %    | %    | Votantes |
| Freguesia               | CDU   | PS    | PSD   | CDS  | BE   | PCTP | Votantes |
| ----------------------- | ----- | ----- | ----- | ---- | ---- | ---- | -------- |
| Arraiolos               | 39,45 | 24,35 | 19,14 | 6,33 | 3,35 | 2,13 | 1 881    |
| Gafanhoeira (São Pedro) | 38,60 | 27,19 | 14,62 | 3,51 | 4,97 | 4,09 | 342      |
| Igrejinha               | 35,37 | 25,55 | 16,59 | 6,99 | 6,11 | 3,06 | 458      |
| Sabugueiro              | 49,41 | 26,88 | 9,49  | 1,19 | 4,74 | 3,16 | 253      |
| Santa Justa             | 40,87 | 26,09 | 16,52 | 3,48 | 6,09 | 2,61 | 115      |
| São Gregório            | 36,36 | 25,36 | 23,92 | 3,35 | 1,44 | 2,39 | 209      |
| Vimieiro                | 21,91 | 23,68 | 32,49 | 9,57 | 4,91 | 3,02 | 794      |
| Arraiolos               | 35,98 | 24,85 | 20,66 | 6,24 | 4,17 | 2,67 | 4 052    |

### Borba
| Partido                 | Partido                        | Votos | %               | +/-  |
| ----------------------- | ------------------------------ | ----- | --------------- | ---- |
|                         | Partido Socialista             | 1 561 | 39,51 / 100,00  | 8,43 |
|                         | Partido Social Democrata       | 930   | 23,54 / 100,00  | 8,46 |
|                         | Coligação Democrática Unitária | 683   | 17,29 / 100,00  | 3,43 |
|                         | CDS – Partido Popular          | 244   | 6,18 / 100,00   | 1,79 |
|                         | Bloco de Esquerda              | 226   | 5,72 / 100,00   | 6,71 |
|                         | PCTP/MRPP                      | 69    | 1,75 / 100,00   | 0,34 |
|                         | Outros                         | 97    | 2,45 / 100,00   |      |
| Votos Inválidos         | Votos Inválidos                | 141   | 3,57 / 100,00   | 0,73 |
| Total                   | Total                          | 3 951 | 100,00 / 100,00 |      |
| Eleitorado/Participação | Eleitorado/Participação        | 6 490 | 60,88 / 100,00  | 3,52 |

| Freguesia              | %     | %     | %     | %    | %    | %    | Votantes |
| Freguesia              | PS    | PSD   | CDU   | CDS  | BE   | PCTP | Votantes |
| ---------------------- | ----- | ----- | ----- | ---- | ---- | ---- | -------- |
| Borba (Matriz)         | 37,81 | 24,59 | 16,60 | 6,71 | 6,66 | 1,33 | 1 952    |
| Borba (São Bartolomeu) | 35,18 | 28,68 | 18,55 | 7,27 | 2,10 | 1,72 | 523      |
| Orada                  | 48,81 | 14,85 | 18,83 | 4,77 | 3,71 | 4,24 | 377      |
| Rio de Moinhos         | 41,40 | 22,20 | 17,38 | 5,19 | 6,46 | 1,64 | 1 099    |
| Borba                  | 39,51 | 23,54 | 17,29 | 6,18 | 5,72 | 1,75 | 3 951    |

### Estremoz
| Partido                 | Partido                        | Votos  | %               | +/-  |
| ----------------------- | ------------------------------ | ------ | --------------- | ---- |
|                         | Partido Social Democrata       | 2 543  | 34,24 / 100,00  | 8,21 |
|                         | Partido Socialista             | 2 299  | 30,96 / 100,00  | 5,25 |
|                         | Coligação Democrática Unitária | 984    | 13,25 / 100,00  | 0,41 |
|                         | CDS – Partido Popular          | 756    | 10,18 / 100,00  | 2,39 |
|                         | Bloco de Esquerda              | 299    | 4,03 / 100,00   | 5,56 |
|                         | PCTP/MRPP                      | 118    | 1,59 / 100,00   | 0,50 |
|                         | Outros                         | 178    | 2,39 / 100,00   |      |
| Votos Inválidos         | Votos Inválidos                | 249    | 3,36 / 100,00   | 0,46 |
| Total                   | Total                          | 7 426  | 100,00 / 100,00 |      |
| Eleitorado/Participação | Eleitorado/Participação        | 12 880 | 57,66 / 100,00  | 5,22 |

| Freguesia                 | %     | %     | %     | %     | %     | %    | Votantes |
| Freguesia                 | PSD   | PS    | CDU   | CDS   | BE    | PCTP | Votantes |
| ------------------------- | ----- | ----- | ----- | ----- | ----- | ---- | -------- |
| Arcos                     | 31,70 | 35,82 | 11,25 | 7,92  | 4,75  | 2,22 | 631      |
| Estremoz (Santa Maria)    | 39,02 | 24,88 | 12,19 | 12,36 | 4,39  | 1,24 | 2 986    |
| Estremoz (Santo André)    | 41,95 | 24,81 | 10,51 | 11,20 | 4,22  | 0,86 | 1 161    |
| Évora Monte               | 15,63 | 42,05 | 19,32 | 7,95  | 4,26  | 3,13 | 352      |
| Glória                    | 19,58 | 39,16 | 19,93 | 6,64  | 6,29  | 3,50 | 286      |
| Santa Vitória do Ameixial | 28,93 | 36,36 | 18,18 | 6,61  | 3,31  | 1,24 | 242      |
| Santo Estêvão             | 46,94 | 18,37 | 16,33 | 10,20 | 2,04  | 0    | 49       |
| São Bento de Ana Loura    | 16,67 | 8,33  | 16,67 | 16,67 | 33,33 | 0    | 12       |
| São Bento do Ameixial     | 47,37 | 26,32 | 10,00 | 10,00 | 0,53  | 2,11 | 190      |
| São Bento do Cortiço      | 22,88 | 43,50 | 11,86 | 8,19  | 3,67  | 2,82 | 354      |
| São Domingos de Ana Loura | 21,83 | 28,82 | 30,57 | 6,99  | 3,93  | 1,75 | 229      |
| São Lourenço de Mamporcão | 25,81 | 42,82 | 17,30 | 6,74  | 1,17  | 2,05 | 341      |
| Veiros                    | 29,68 | 45,19 | 9,78  | 8,43  | 2,70  | 1,35 | 593      |
| Estremoz                  | 34,24 | 30,96 | 13,25 | 10,18 | 4,03  | 1,59 | 7 426    |

### Évora
| Partido                 | Partido                        | Votos  | %               | +/-  |
| ----------------------- | ------------------------------ | ------ | --------------- | ---- |
|                         | Partido Social Democrata       | 9 011  | 31,30 / 100,00  | 9,65 |
|                         | Partido Socialista             | 7 730  | 26,85 / 100,00  | 7,19 |
|                         | Coligação Democrática Unitária | 5 121  | 17,79 / 100,00  | 0,10 |
|                         | CDS – Partido Popular          | 3 051  | 10,60 / 100,00  | 3,05 |
|                         | Bloco de Esquerda              | 1 668  | 5,79 / 100,00   | 7,29 |
|                         | PCTP/MRPP                      | 438    | 1,52 / 100,00   | 0,02 |
|                         | Outros                         | 741    | 2,58 / 100,00   |      |
| Votos Inválidos         | Votos Inválidos                | 1 025  | 3,56 / 100,00   | 0,63 |
| Total                   | Total                          | 28 785 | 100,00 / 100,00 |      |
| Eleitorado/Participação | Eleitorado/Participação        | 47 957 | 60,02 / 100,00  | 1,59 |

| Freguesia                       | %     | %     | %     | %     | %    | %    | Votantes |
| Freguesia                       | PSD   | PS    | CDU   | CDS   | BE   | PCTP | Votantes |
| ------------------------------- | ----- | ----- | ----- | ----- | ---- | ---- | -------- |
| Bacelo                          | 28,38 | 27,27 | 17,44 | 11,14 | 6,88 | 1,58 | 4 433    |
| Canaviais                       | 27,03 | 27,95 | 18,33 | 11,73 | 6,26 | 1,38 | 1 517    |
| Évora (Santo Antão)             | 37,21 | 23,59 | 15,84 | 12,51 | 4,32 | 1,22 | 903      |
| Évora (São Mamede)              | 33,31 | 27,57 | 16,53 | 10,03 | 6,91 | 1,18 | 1 186    |
| Horta das Figueiras             | 30,63 | 27,41 | 16,29 | 11,16 | 6,09 | 1,24 | 4 437    |
| Malagueira                      | 34,64 | 23,35 | 17,59 | 10,69 | 6,29 | 1,28 | 6 025    |
| Nossa Senhora da Boa Fé         | 24,84 | 15,53 | 48,45 | 0,62  | 6,83 | 1,24 | 161      |
| Nossa Senhora da Graça do Divor | 9,85  | 25,55 | 44,89 | 6,93  | 5,84 | 3,28 | 274      |
| Nossa Senhora da Tourega        | 20,10 | 31,23 | 28,57 | 9,20  | 3,15 | 3,63 | 413      |
| Nossa Senhora de Guadalupe      | 9,57  | 30,85 | 31,91 | 10,11 | 6,91 | 4,79 | 188      |
| Nossa Senhora de Machede        | 14,72 | 37,73 | 29,10 | 6,26  | 5,58 | 2,37 | 591      |
| São Bento do Mato               | 38,61 | 32,47 | 11,95 | 6,14  | 4,04 | 2,42 | 619      |
| São Manços                      | 24,23 | 42,09 | 18,07 | 5,54  | 2,46 | 1,85 | 487      |
| São Miguel de Machede           | 23,84 | 24,94 | 27,37 | 5,96  | 9,71 | 3,53 | 453      |
| São Sebastião da Giesteira      | 20,81 | 39,00 | 23,44 | 3,59  | 5,02 | 1,91 | 418      |
| São Vicente do Pigeiro          | 22,97 | 34,68 | 16,67 | 8,11  | 6,76 | 2,25 | 222      |
| Sé e São Pedro                  | 36,46 | 23,13 | 12,21 | 16,51 | 4,73 | 0,77 | 1 163    |
| Senhora da Saúde                | 37,13 | 25,91 | 13,96 | 11,49 | 4,50 | 1,50 | 4 928    |
| Torre de Coelheiros             | 14,71 | 33,79 | 39,78 | 3,00  | 4,90 | 1,36 | 367      |
| Évora                           | 31,30 | 26,85 | 17,79 | 10,60 | 5,79 | 1,52 | 28 785   |

### Montemor-o-Novo
| Partido                 | Partido                        | Votos  | %               | +/-  |
| ----------------------- | ------------------------------ | ------ | --------------- | ---- |
|                         | Coligação Democrática Unitária | 3 219  | 33,27 / 100,00  | 0,49 |
|                         | Partido Socialista             | 2 536  | 26,21 / 100,00  | 5,75 |
|                         | Partido Social Democrata       | 2 046  | 21,15 / 100,00  | 5,75 |
|                         | CDS – Partido Popular          | 709    | 7,33 / 100,00   | 2,80 |
|                         | Bloco de Esquerda              | 383    | 3,96 / 100,00   | 4,60 |
|                         | PCTP/MRPP                      | 258    | 2,67 / 100,00   | 0,36 |
|                         | Outros                         | 193    | 2,00 / 100,00   |      |
| Votos Inválidos         | Votos Inválidos                | 330    | 3,41 / 100,00   | 1,09 |
| Total                   | Total                          | 9 674  | 100,00 / 100,00 |      |
| Eleitorado/Participação | Eleitorado/Participação        | 15 351 | 63,02 / 100,00  | 1,55 |

| Freguesia                 | %     | %     | %     | %    | %    | %    | Votantes |
| Freguesia                 | CDU   | PS    | PSD   | CDS  | BE   | PCTP | Votantes |
| ------------------------- | ----- | ----- | ----- | ---- | ---- | ---- | -------- |
| Cabrela                   | 26,33 | 34,84 | 22,87 | 5,59 | 2,93 | 1,86 | 376      |
| Ciborro                   | 16,30 | 56,39 | 11,67 | 1,98 | 4,85 | 2,20 | 454      |
| Cortiçadas                | 40,15 | 21,78 | 20,64 | 4,17 | 1,89 | 5,11 | 528      |
| Foros de Vale de Figueira | 41,29 | 29,03 | 14,84 | 4,35 | 3,39 | 2,42 | 620      |
| Lavre                     | 25,39 | 30,07 | 25,61 | 6,90 | 3,79 | 2,45 | 449      |
| Nossa Senhora da Vila     | 32,30 | 24,32 | 21,56 | 8,87 | 5,13 | 2,33 | 3 043    |
| Nossa Senhora do Bispo    | 30,29 | 24,62 | 24,18 | 9,05 | 3,82 | 2,62 | 2 750    |
| Santiago do Escoural      | 45,11 | 23,60 | 14,60 | 4,69 | 3,13 | 3,65 | 767      |
| São Cristóvão             | 33,42 | 16,71 | 33,42 | 7,97 | 1,29 | 2,57 | 389      |
| Silveiras                 | 57,72 | 18,79 | 9,40  | 4,36 | 4,03 | 2,35 | 298      |
| Montemor-o-Novo           | 33,27 | 26,21 | 21,15 | 7,33 | 3,96 | 2,67 | 9 674    |

### Mora
| Partido                 | Partido                        | Votos | %               | +/-  |
| ----------------------- | ------------------------------ | ----- | --------------- | ---- |
|                         | Coligação Democrática Unitária | 986   | 34,95 / 100,00  | 0,63 |
|                         | Partido Socialista             | 676   | 23,96 / 100,00  | 3,69 |
|                         | Partido Social Democrata       | 648   | 22,97 / 100,00  | 5,42 |
|                         | CDS – Partido Popular          | 191   | 6,77 / 100,00   | 1,85 |
|                         | Bloco de Esquerda              | 98    | 3,47 / 100,00   | 4,46 |
|                         | PCTP/MRPP                      | 83    | 2,94 / 100,00   | 0,10 |
|                         | Outros                         | 47    | 1,67 / 100,00   |      |
| Votos Inválidos         | Votos Inválidos                | 92    | 3,26 / 100,00   | 0,74 |
| Total                   | Total                          | 2 821 | 100,00 / 100,00 |      |
| Eleitorado/Participação | Eleitorado/Participação        | 4 911 | 57,44 / 100,00  | 2,81 |

| Freguesia | %     | %     | %     | %    | %    | %    | Votantes |
| Freguesia | CDU   | PS    | PSD   | CDS  | BE   | PCTP | Votantes |
| --------- | ----- | ----- | ----- | ---- | ---- | ---- | -------- |
| Brotas    | 38,80 | 24,08 | 21,40 | 2,01 | 3,68 | 3,01 | 299      |
| Cabeção   | 42,32 | 26,25 | 13,57 | 5,36 | 4,46 | 3,04 | 560      |
| Mora      | 33,47 | 22,79 | 25,83 | 7,36 | 3,18 | 2,83 | 1 413    |
| Pavia     | 29,14 | 24,59 | 26,05 | 9,29 | 3,10 | 3,10 | 549      |
| Mora      | 34,95 | 23,96 | 22,97 | 6,77 | 3,47 | 2,94 | 2 821    |

### Mourão
| Partido                 | Partido                        | Votos | %               | +/-  |
| ----------------------- | ------------------------------ | ----- | --------------- | ---- |
|                         | Partido Socialista             | 522   | 37,37 / 100,00  | 8,96 |
|                         | Partido Social Democrata       | 480   | 34,36 / 100,00  | 9,99 |
|                         | Coligação Democrática Unitária | 144   | 10,31 / 100,00  | 0,82 |
|                         | CDS – Partido Popular          | 100   | 7,16 / 100,00   | 2,10 |
|                         | Bloco de Esquerda              | 57    | 4,08 / 100,00   | 4,84 |
|                         | PCTP/MRPP                      | 24    | 1,72 / 100,00   | 0,01 |
|                         | Outros                         | 28    | 2,00 / 100,00   |      |
| Votos Inválidos         | Votos Inválidos                | 42    | 3,00 / 100,00   | 0,09 |
| Total                   | Total                          | 1 397 | 100,00 / 100,00 |      |
| Eleitorado/Participação | Eleitorado/Participação        | 2 504 | 55,79 / 100,00  | 6,17 |

| Freguesia | %     | %     | %     | %    | %    | %    | Votantes |
| Freguesia | PS    | PSD   | CDU   | CDS  | BE   | PCTP | Votantes |
| --------- | ----- | ----- | ----- | ---- | ---- | ---- | -------- |
| Granja    | 39,94 | 32,91 | 11,18 | 3,83 | 5,43 | 3,51 | 313      |
| Luz       | 26,73 | 58,42 | 1,49  | 6,93 | 2,48 | 0,50 | 202      |
| Mourão    | 38,89 | 29,37 | 12,02 | 8,39 | 3,97 | 1,36 | 882      |
| Mourão    | 37,37 | 34,36 | 10,31 | 7,16 | 4,08 | 1,72 | 1 397    |

### Portel
| Partido                 | Partido                        | Votos | %               | +/-  |
| ----------------------- | ------------------------------ | ----- | --------------- | ---- |
|                         | Partido Socialista             | 1 118 | 35,01 / 100,00  | 6,12 |
|                         | Coligação Democrática Unitária | 1 045 | 32,73 / 100,00  | 1,54 |
|                         | Partido Social Democrata       | 493   | 15,44 / 100,00  | 6,75 |
|                         | CDS – Partido Popular          | 161   | 5,04 / 100,00   | 1,85 |
|                         | Bloco de Esquerda              | 144   | 4,51 / 100,00   | 3,26 |
|                         | PCTP/MRPP                      | 95    | 2,98 / 100,00   | 0,83 |
|                         | Outros                         | 47    | 1,48 / 100,00   |      |
| Votos Inválidos         | Votos Inválidos                | 90    | 2,82 / 100,00   | 0,83 |
| Total                   | Total                          | 3 193 | 100,00 / 100,00 |      |
| Eleitorado/Participação | Eleitorado/Participação        | 5 823 | 54,83 / 100,00  | 8,89 |

| Freguesia                 | %     | %     | %     | %    | %    | %    | Votantes |
| Freguesia                 | PS    | CDU   | PSD   | CDS  | BE   | PCTP | Votantes |
| ------------------------- | ----- | ----- | ----- | ---- | ---- | ---- | -------- |
| Alqueva                   | 50,30 | 27,81 | 9,47  | 4,73 | 2,37 | 1,78 | 169      |
| Amieira                   | 26,46 | 56,42 | 7,78  | 1,56 | 2,72 | 3,11 | 257      |
| Monte do Trigo            | 28,64 | 45,39 | 11,22 | 3,02 | 4,36 | 4,19 | 597      |
| Oriola                    | 45,83 | 24,48 | 13,02 | 2,60 | 4,69 | 3,13 | 192      |
| Portel                    | 30,13 | 27,23 | 21,13 | 8,06 | 6,10 | 2,27 | 1 278    |
| Santana                   | 46,99 | 25,70 | 15,26 | 5,22 | 1,61 | 1,20 | 249      |
| São Bartolomeu do Outeiro | 45,87 | 25,21 | 10,74 | 1,65 | 4,55 | 7,02 | 242      |
| Vera Cruz                 | 44,50 | 29,67 | 14,83 | 2,87 | 2,39 | 1,91 | 209      |
| Portel                    | 35,01 | 32,73 | 15,44 | 5,04 | 4,51 | 2,98 | 3 193    |

### Redondo
| Partido                 | Partido                               | Votos | %               | +/-  |
| ----------------------- | ------------------------------------- | ----- | --------------- | ---- |
|                         | Partido Socialista                    | 1 125 | 33,65 / 100,00  | 2,32 |
|                         | Partido Social Democrata              | 814   | 24,35 / 100,00  | 6,79 |
|                         | Coligação Democrática Unitária        | 616   | 18,43 / 100,00  | 0,10 |
|                         | CDS – Partido Popular                 | 306   | 9,15 / 100,00   | 1,43 |
|                         | Bloco de Esquerda                     | 218   | 6,52 / 100,00   | 7,63 |
|                         | PCTP/MRPP                             | 86    | 2,57 / 100,00   | 0,29 |
|                         | Partido pelos Animais e pela Natureza | 34    | 1,02 / 100,00   | Novo |
|                         | Outros                                | 56    | 1,68 / 100,00   |      |
| Votos Inválidos         | Votos Inválidos                       | 88    | 2,63 / 100,00   | 0,46 |
| Total                   | Total                                 | 3 343 | 100,00 / 100,00 |      |
| Eleitorado/Participação | Eleitorado/Participação               | 6 198 | 53,94 / 100,00  | 3,47 |

| Freguesia | %     | %     | %     | %    | %    | %    | %    | Votantes |
| Freguesia | PS    | PSD   | CDU   | CDS  | BE   | PCTP | PAN  | Votantes |
| --------- | ----- | ----- | ----- | ---- | ---- | ---- | ---- | -------- |
| Montoito  | 28,15 | 22,91 | 28,85 | 7,07 | 5,52 | 3,54 | 0,28 | 707      |
| Redondo   | 35,13 | 24,73 | 15,63 | 9,71 | 6,79 | 2,31 | 1,21 | 2 636    |
| Redondo   | 33,65 | 24,35 | 18,43 | 9,15 | 6,52 | 2,57 | 1,02 | 3 343    |

### Reguengos de Monsaraz
| Partido                 | Partido                        | Votos | %               | +/-   |
| ----------------------- | ------------------------------ | ----- | --------------- | ----- |
|                         | Partido Socialista             | 1 968 | 38,97 / 100,00  | 6,53  |
|                         | Partido Social Democrata       | 1 482 | 29,35 / 100,00  | 10,10 |
|                         | Coligação Democrática Unitária | 658   | 13,03 / 100,00  | 0,15  |
|                         | CDS – Partido Popular          | 331   | 6,55 / 100,00   | 1,29  |
|                         | Bloco de Esquerda              | 241   | 4,77 / 100,00   | 6,33  |
|                         | PCTP/MRPP                      | 98    | 1,94 / 100,00   | 0,01  |
|                         | Outros                         | 113   | 2,25 / 100,00   |       |
| Votos Inválidos         | Votos Inválidos                | 159   | 3,15 / 100,00   | 0,57  |
| Total                   | Total                          | 5 050 | 100,00 / 100,00 |       |
| Eleitorado/Participação | Eleitorado/Participação        | 9 247 | 54,61 / 100,00  | 1,63  |

| Freguesia             | %     | %     | %     | %    | %    | %    | Votantes |
| Freguesia             | PS    | PSD   | CDU   | CDS  | BE   | PCTP | Votantes |
| --------------------- | ----- | ----- | ----- | ---- | ---- | ---- | -------- |
| Campinho              | 55,58 | 15,29 | 15,29 | 2,43 | 3,88 | 2,91 | 412      |
| Campo                 | 44,31 | 25,07 | 11,66 | 4,66 | 6,41 | 4,66 | 343      |
| Corval                | 41,98 | 23,35 | 16,62 | 5,16 | 4,73 | 1,86 | 698      |
| Monsaraz              | 47,43 | 20,13 | 14,32 | 7,83 | 3,36 | 1,57 | 447      |
| Reguengos de Monsaraz | 34,35 | 34,29 | 11,90 | 7,43 | 4,92 | 1,59 | 3 150    |
| Reguengos de Monsaraz | 38,97 | 29,35 | 13,03 | 6,55 | 4,77 | 1,94 | 5 050    |

### Vendas Novas
| Partido                 | Partido                        | Votos  | %               | +/-  |
| ----------------------- | ------------------------------ | ------ | --------------- | ---- |
|                         | Partido Social Democrata       | 1 778  | 28,72 / 100,00  | 9,55 |
|                         | Coligação Democrática Unitária | 1 608  | 25,97 / 100,00  | 2,15 |
|                         | Partido Socialista             | 1 403  | 22,66 / 100,00  | 4,44 |
|                         | CDS – Partido Popular          | 605    | 9,77 / 100,00   | 1,24 |
|                         | Bloco de Esquerda              | 229    | 3,70 / 100,00   | 6,54 |
|                         | PCTP/MRPP                      | 166    | 2,68 / 100,00   | 0,08 |
|                         | Outros                         | 159    | 2,57 / 100,00   |      |
| Votos Inválidos         | Votos Inválidos                | 243    | 3,93 / 100,00   | 1,45 |
| Total                   | Total                          | 6 191  | 100,00 / 100,00 |      |
| Eleitorado/Participação | Eleitorado/Participação        | 10 383 | 59,63 / 100,00  | 2,37 |

| Freguesia    | %     | %     | %     | %     | %    | %    | Votantes |
| Freguesia    | PSD   | CDU   | PS    | CDS   | BE   | PCTP | Votantes |
| ------------ | ----- | ----- | ----- | ----- | ---- | ---- | -------- |
| Landeira     | 20,92 | 31,15 | 33,99 | 3,49  | 4,36 | 1,74 | 459      |
| Vendas Novas | 29,34 | 25,56 | 21,76 | 10,28 | 3,65 | 2,76 | 5 732    |
| Vendas Novas | 28,72 | 25,97 | 22,66 | 9,77  | 3,70 | 2,68 | 6 191    |

### Viana do Alentejo
| Partido                 | Partido                               | Votos | %               | +/-  |
| ----------------------- | ------------------------------------- | ----- | --------------- | ---- |
|                         | Coligação Democrática Unitária        | 839   | 31,12 / 100,00  | 0,24 |
|                         | Partido Socialista                    | 689   | 25,56 / 100,00  | 5,98 |
|                         | Partido Social Democrata              | 582   | 21,59 / 100,00  | 7,67 |
|                         | CDS – Partido Popular                 | 191   | 7,08 / 100,00   | 2,11 |
|                         | Bloco de Esquerda                     | 150   | 5,56 / 100,00   | 5,52 |
|                         | PCTP/MRPP                             | 87    | 3,23 / 100,00   | 0,26 |
|                         | Partido pelos Animais e pela Natureza | 29    | 1,08 / 100,00   | Novo |
|                         | Outros                                | 47    | 1,74 / 100,00   |      |
| Votos Inválidos         | Votos Inválidos                       | 82    | 3,04 / 100,00   | 0,35 |
| Total                   | Total                                 | 2 696 | 100,00 / 100,00 |      |
| Eleitorado/Participação | Eleitorado/Participação               | 5 000 | 53,92 / 100,00  | 3,74 |

| Freguesia         | %     | %     | %     | %    | %    | %    | %    | Votantes |
| Freguesia         | CDU   | PS    | PSD   | CDS  | BE   | PCTP | PAN  | Votantes |
| ----------------- | ----- | ----- | ----- | ---- | ---- | ---- | ---- | -------- |
| Aguiar            | 47,90 | 27,31 | 9,87  | 3,36 | 5,46 | 2,52 | 0,42 | 476      |
| Alcáçovas         | 28,08 | 23,17 | 25,26 | 9,08 | 5,01 | 3,24 | 0,73 | 958      |
| Viana do Alentejo | 27,10 | 26,70 | 23,22 | 6,97 | 6,02 | 3,49 | 1,58 | 1 262    |
| Viana do Alentejo | 31,12 | 25,56 | 21,59 | 7,08 | 5,56 | 3,23 | 1,08 | 2 696    |

### Vila Viçosa
| Partido                 | Partido                        | Votos | %               | +/-   |
| ----------------------- | ------------------------------ | ----- | --------------- | ----- |
|                         | Partido Social Democrata       | 1 353 | 31,84 / 100,00  | 10,09 |
|                         | Partido Socialista             | 1 211 | 28,49 / 100,00  | 4,61  |
|                         | Coligação Democrática Unitária | 752   | 17,69 / 100,00  | 0,35  |
|                         | CDS – Partido Popular          | 430   | 10,12 / 100,00  | 1,77  |
|                         | Bloco de Esquerda              | 204   | 4,80 / 100,00   | 7,52  |
|                         | PCTP/MRPP                      | 86    | 2,02 / 100,00   | 0,62  |
|                         | Outros                         | 78    | 1,82 / 100,00   |       |
| Votos Inválidos         | Votos Inválidos                | 136   | 3,20 / 100,00   | 0,04  |
| Total                   | Total                          | 4 250 | 100,00 / 100,00 |       |
| Eleitorado/Participação | Eleitorado/Participação        | 7 458 | 56,99 / 100,00  | 4,05  |

| Freguesia                    | %     | %     | %     | %     | %    | %    | Votantes |
| Freguesia                    | PSD   | PS    | CDU   | CDS   | BE   | PCTP | Votantes |
| ---------------------------- | ----- | ----- | ----- | ----- | ---- | ---- | -------- |
| Bencatel                     | 19,41 | 30,02 | 34,99 | 5,76  | 4,51 | 1,47 | 886      |
| Ciladas                      | 26,52 | 34,62 | 13,77 | 9,92  | 5,87 | 4,66 | 494      |
| Pardais                      | 18,15 | 47,04 | 14,81 | 5,19  | 5,56 | 3,70 | 270      |
| Vila Viçosa (Conceição)      | 37,09 | 25,77 | 13,72 | 11,51 | 5,07 | 1,62 | 2 033    |
| Vila Viçosa (São Bartolomeu) | 43,56 | 21,69 | 9,70  | 14,46 | 3,00 | 1,23 | 567      |
| Vila Viçosa                  | 31,84 | 28,49 | 17,69 | 10,12 | 4,80 | 2,02 | 4 250    |